# قرار مجلس الأمن التابع للأمم المتحدة رقم 1497
قرار مجلس الأمن التابع للأمم المتحدة رقم 1497، المعتمد في 1 آب / أغسطس 2003، بعد الإعراب عن القلق إزاء الحالة في ليبريا، أذن المجلس لقوة متعددة الجنسيات بالتدخل في الحرب الأهلية لدعم تنفيذ اتفاق وقف إطلاق النار باستخدام «جميع التدابير اللازمة».
تم تبني القرار بأغلبية 12 صوتا مقابل امتناع ثلاثة أعضاء عن التصويت من فرنسا وألمانيا والمكسيك. أيدت الدول الثلاث التدخل لكنها عارضت مطالب الولايات المتحدة في القرار الذي يعفي الجنود من دول ليست طرفًا في نظام روما الأساسي للمحكمة الجنائية الدولية من اختصاصها.

## القرار

### أعمال
بموجب الفصل السابع من ميثاق الأمم المتحدة، أذن المجلس بإنشاء قوة متعددة الجنسيات في ليبريا لدعم تنفيذ اتفاق 17 حزيران / يونيو لوقف إطلاق النار. وفي الوقت نفسه، ستحافظ على الأمن بعد رحيل الرئيس تشارلز تيلور وتنصيب سلطة تخلفه؛ تهيئة الظروف لأنشطة نزع السلاح والتسريح وإعادة الإدماج وإيصال المساعدات الإنسانية؛ والاستعداد لنشر قوة حفظ سلام طويلة الأمد (عُرفت لاحقًا باسم بعثة الأمم المتحدة في ليبيريا) بحلول 1 أكتوبر 2003.
طُلب من بعثة الأمم المتحدة في سيراليون تقديم دعم لوجيستي لفترة محدودة مدتها 30 يومًا لعناصر الجماعة الاقتصادية لدول غرب أفريقيا في القوة المتعددة الجنسيات في ليبيريا دون المساس بولايتها في سيراليون. يمكن للدول المشاركة في القوة متعددة الجنسيات استخدام جميع التدابير اللازمة للوفاء بولايتها وطُلب من جميع الدول المساهمة في العملية. وفي الوقت نفسه، تم إعفاء جنود الدول المشاركة في القوة متعددة الجنسيات التي لم تكن طرفًا في المحكمة الجنائية الدولية من اختصاصها. ولن ينطبق حظر الأسلحة المفروض على ليبيريا على المعدات المعدة لاستخدام القوة، بينما طُلب من جميع الدول في المنطقة الامتناع عن الأعمال التي قد تزعزع استقرار الحدود بين كوت ديفوار وغينيا وليبيريا وسيراليون.
ودعا القرار جميع الدول والأطراف الليبيرية إلى التعاون مع القوة متعددة الجنسيات وضمان سلامة وحرية الحركة لكل من القوة والعاملين في المجال الإنساني. تم حث منظمة الليبيريين المتحدين من أجل المصالحة والديمقراطية والحركة من أجل الديمقراطية في ليبيريا على التمسك باتفاق 17 يونيو لوقف إطلاق النار وإنهاء العنف والموافقة على إطار سياسي شامل لحكومة انتقالية والامتناع عن الاستيلاء على السلطة بالقوة.
وسيجري استعراض التدابير الواردة في القرار في غضون 30 يوما، وطلب من الأمين العام، عن طريق ممثله الخاص، أن يقدم تقارير دورية عن الحالة في ليبريا إلى المجلس.

## روابط خارجية
- نص القرار في undocs.org